# Huracà Frances
Huracà Frances va ser el sisè cicló tropical anomenat, el quart huracà i el tercer gran huracà de la temporada d'huracans de l'Atlàntic de 2004. El sistema va creuar l'oceà Atlàntic a mitjans i finals d'agost, desplaçant-se al nord de les Antilles Menors mentre s'enfortia. Les seves bandes de núvols exteriors van afectar Puerto Rico i les Illes Verges Britàniques quan va passar al nord del Mar Carib. Els vents màxims sostinguts de la tempesta van situar-se als 233 km/h, convertint-se en huracà de Categoria 4 en l'escala d'huracans de Saffir-Simpson. A mesura que els sistema va minorar la seva marxa, l'ull del cicló passava sobre l'Illa de Watling i molt a prop de l'Illa Cat a les Bahames. Frances era el primer huracà que impactava a l'arxipèlag de les Bahames des de 1866, i el seu pas va portar la destrucció quasi completa de l'economia agrícola.
Frances després va passar sobre els comtats centrals de l'estat de Florida dels EUA només tres setmanes després que l'Huracà Charley, provocant danys importants en la collita de cítrics de l'estat, tancant escoles i cancel·lant un partit de futbol. El cicló llavors es va traslladar breument fora de la costa de Florida al nord-est del Golf de Mèxic, però va fer una segona recalada als EUA a la Panhandle de Florida. Seguidament va accelerar cap al nord-est i va avançar per l'est dels Estats Units fins prop dels Apalatxes a la costa del Canadà Atlàntic alhora que es debilitava. Frances va tenir associada una important onada de tornados que va travessar l'est dels Estats Units, gairebé igualant l'onada de l'huracà Beulah. Hi va haver precipitacions fortes associades en aquest huracà lent i relativament extens que van provocar inundacions a Florida i a Carolina del Nord. Es van perdre un total de 49 vides a causa del cicló. S'estima que els estralls totals van ascendir a un valor de 12.000 milions d'USD de 2004.